# Xa
|  | Aquest article tracta sobre un títol de l'Iran. Si cerqueu el partit polític grec, vegeu «Alba Daurada». |

Xa (persa: شاه, šâh, [ʃɒːh], literalment ‘rei’) és un títol reial que fou utilitzat històricament per les principals figures de les monarquies iranianes. També fou utilitzat per altres societats veïnes com ara l'Imperi Otomà, el Kanat kazakh, el Kanat de Bukharà, l'Emirat de Bukharà, l'Imperi Mogol, el Sultanat de Bengala, les dinasties històriques afganeses i entre els Gurkhes. En lloc de considerar-se a si mateix com un simple rei de la dinastia concurrent (és a dir monarquies d'estil europeu), cada governant iranià es considerava el xahanxà (persa: شاهنشاه, literalment ‘rei dels reis’) o padixah (persa: پادشاه, literalment ‘rei mestre’) en el sentit d'una continuació de l'Imperi Persa original.
El mot xa prové de xahanxà (شاهنشاه, šāhānšāh) o xahinxà (šāhinšāh) títol que ostentaven els sobirans aquemènides de l'antiga Pèrsia, que unificaren Pèrsia al segle vi aC i crearen un vast imperi intercontinental, així com els governants de les dinasties successives al llarg de la història fins al segle xx i la Casa Imperial de Pahlevi. El mot ha estat adoptat per altres llengües i apareix igualment en altres títols derivats. El femení és xabanu (persa: شهبانو, ‘reina’, ‘emperadriu’) i només ha estat utilitzat per tres emperadrius, Purandokht, Azarmidokht i Farah Diba, esposa de Mohammad Reza Pahlavi, el darrer xa de l'Iran (destronat l'any 1979). Els fills del xa o la xabanu es diuen xazada (șehzade, ‘fill de xa’ o ‘príncep’) i xazadi (‘filla de xa’ o ‘princesa’).

## Etimologia

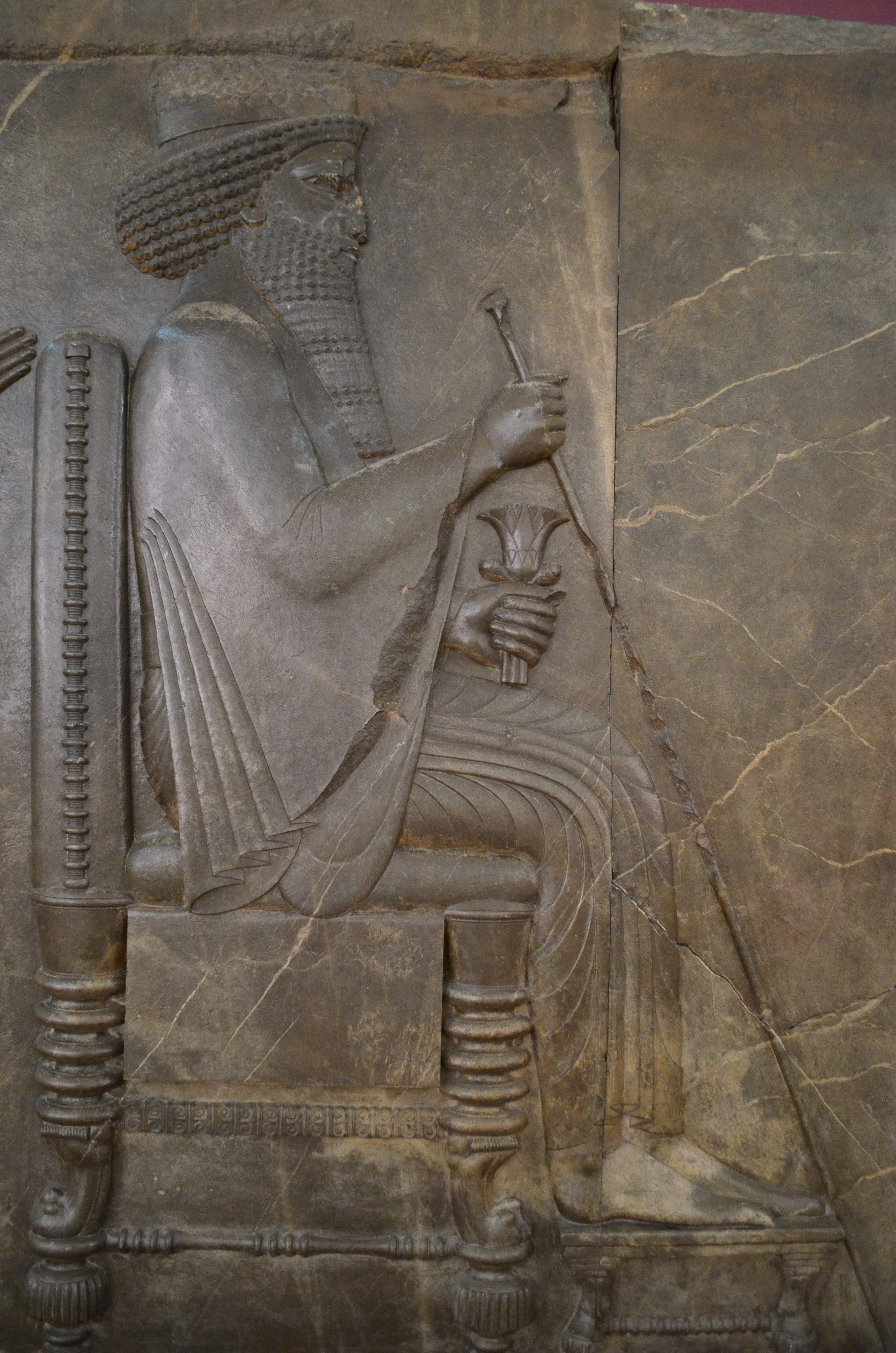
Xerxes I (Xšayār̥šā) el gran xa de Pèrsia.

La paraula descendeix del persa antic xšāyaθiya, ‘rei’, que solia considerar-se un préstec del mede, relacionada amb la forma avèstica xšaθra- (‘poder’ i ‘comandament’, corresponent al sànscrit kṣatra-. (mateix significat), del qual derica kṣatriya-, ‘guerrer’. Més recentment, la forma xšāyaθiya s'ha analitzat com una formació persa genuïna i heretada amb el significat ‘regnar, governar’. Aquesta formació amb el sufix ‘origen’ -iya deriva d'un substantiu abstracte deverbal * xšāy-aθa-, ‘governar’, del verb (persa antic) xšāy-, ‘governar, regnar’. El títol complet del persa antic dels governants aquemènides del Primer Imperi persa era xšāyaθiya xšāyaθiyānām o, en persa modern, šāhe šāhān, ‘rei dels reis’ o ‘emperador’. Aquest títol té precedents antics del Pròxim Orient o mesopotàmics. El testimoni més antic d'aquest títol es remunta al període assiri mitjà com šar šarrāni, en referència al governant assiri Tukultininurta I (1243–1207 aC).

## Història

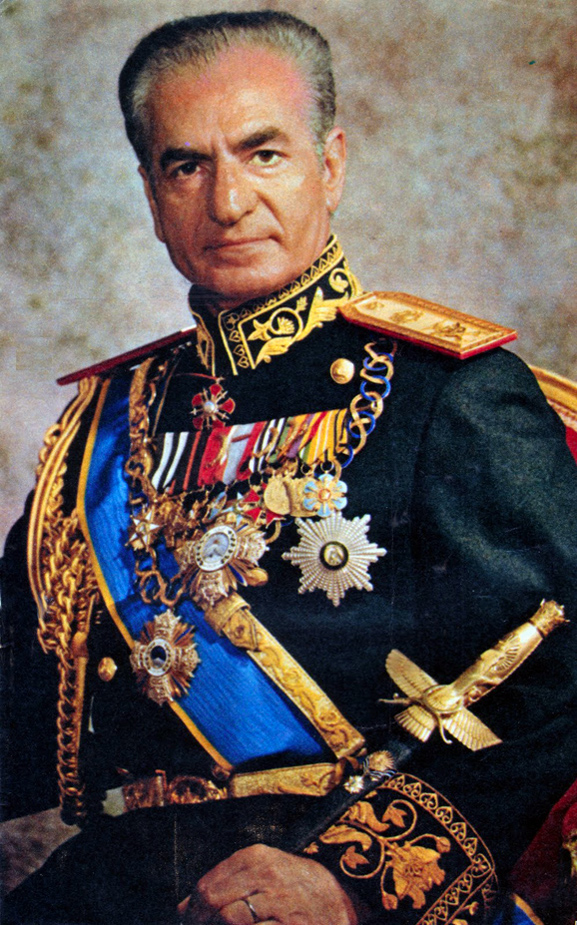
Mohammad Reza Pahlavi, Xahanxà de l'Iran de 1941 a 1979, fou l'últim governant a tenir el títol de xa.

Xa (Šāh), o el terme complet Xahanxà (Šāhanšāh, literalment «rei dels reis»), era el títol dels emperadors perses. Inclou governants del primer Imperi persa, la dinastia aquemènida, que unificà Pèrsia al segle vi aC i creà un vast imperi intercontinental, així com els governants de les dinasties successives al llarg de la història fins al segle xx i la Casa Imperial de Pahlevi.
Mentre que a les fonts occidentals el monarca otomà es coneix amb més freqüència com a sultà, al territori otomà se l'anomenava padixah i molts utilitzaren el títol de xa en els seus tughres. La seva descendència masculina rebé el títol de xazada (şehzade, ‘fill de xa’ o ‘príncep’) i xazadi (‘filla de xa’ o ‘princesa’).
El títol complet dels governants aquemènides era xšāyaθiya xšāyaθiyānām, literalment ‘rei dels reis’ en persa antic, corresponent al persa mitjà šâhân šâh, i al persa modern شاهنشاه, šâhanšâh. En grec, aquesta frase es traduí com βασιλεὺς τῶν βασιλέων, basileus tōn basiléōn, ‘rei dels reis’ o el seu equivalent ‘emperador’. Ambdós termes eren sovint escurçats a les seves arrels xa i basileu.
En les llengües occidentals, Xa es fa servir sovint com una interpretació imprecisa de šāhanšāh. Durant molt de temps, els europeus pensaren en xa com un títol reial particular més que no pas imperial, encara que els monarques de Pèrsia es consideraven emperadors de l'Imperi Persa (més tard l'Imperi d'Iran). L'opinió europea canvià a l'època napoleònica, quan Pèrsia era un aliat de les potències occidentals amb ganes de fer que el sultà otomà alliberés el seu control sobre diverses parts europees (principalment cristianes) de l'Imperi otomà, i els emperadors occidentals (cristians) havien obtingut el reconeixement otomà que els seus estils imperials occidentals s'havien de traduir en turc com padixah.
Al segle xx, el xa de Pèrsia, Mohammad Reza Pahlavi, adoptà oficialment el títol de xahanxà (شاهنشاه, šâhanšâh) i, en les llengües occidentals, es traduí com a emperador. També posà a la seva dona el nom de xabanu (شهبانو, šahbânū, ‘reina’, ‘emperadriu’). Mohammad Reza Pahlavi fou l'últim xa, ja que la monarquia iraniana fou abolida després de la revolució iraniana de 1979.

## Títols
- Des del regnat d'Asoci III (ca. 952–977), els reis bagràtides d'Armènia van utilitzar el títol xahanxà, que significa «rei dels reis».[13]
- El títol padixah («Gran Rei») va ser adoptat dels iranians pels otomans i per diversos altres monarques que reclamaven rang imperial, com els mogols que van establir la seva dinastia al subcontinent indi.
- Un altre títol subsidiari dels governants otomans i mogols va ser Xah-i Alam Panah, que significa «rei, refugi del món».
- Els Xah-i Arman («Reis d'Armènia»), utilitzaven el títol de Xah-i Arman (literalment «Xa d'Armènia»).[14]
- Alguns monarques eren coneguts per una contracció del nom del regne amb xa, com ara Khwarezmxah, governant del regne de Coràsmia a l'Àsia central, o el Xirvanxah de la regió històrica de Xirvan a Caucàsia (actual República de l'Azerbaidjan).
- Els reis de Geòrgia es deien xahanxà juntament amb els seus altres títols. El títol georgià mepetmepe (que també significa «rei dels reis» [Mepe, «rei» en georgià]) també es va inspirar en el títol de xahanxà.
- A l'Índia, el primer guru sikh Shri Guru Nanak Dev Ji també va fer servir el títol de xa i fou conegut com a «Nanak Xa Fakir».

## Xazada
En el regne d'un xa, un príncep o princesa de la sang reial s'anomenava lògicament xazada (persa: شاهزاده, šâhzâde), ja que el terme deriva de xa utilitzant el sufix patronímic persa -zâde o -zâdeh, ‘nascut de’ o ‘descendent de’. Tanmateix, això pot diferir en les tradicions de la cort del regne de cada xa. Aquest títol va ser donat als prínceps de l'Imperi Otomà (turc otomà: شهزاده, şehzade) i va ser emprat pels prínceps de l'Índia islàmica (urdú: شہزاده, shahzāda; bengalí: শাহজাদা, shāhozāda) com a l'Imperi mogol. Els mogols i els sultans de Delhi no eren d'origen indi sinó d'origen mongol-turc i van estar molt influenciats per la cultura persa, una continuació de les tradicions i hàbits des que la llengua persa es va introduir per primera vegada a la regió per les dinasties turques i afganeses influïdes per la cultura persa segles abans.
D'altra banda, a Oudh, només els fills del sobirà xa bahadur tenien per dret de naixement un estil «xazada [títol personal] mirza [nom personal] bahadur», tot i que aquest títol també es podria estendre a nets i fins i tot a més parents. Altres descendents masculins del sobirà en la línia masculina van ser simplement anomenats «mirza [nom personal]» o «[nom personal] mirza». Això podria aplicar-se fins i tot a les dinasties no musulmanes. Per exemple, els fills més joves del maharaja sikh governant del Punjab van rebre el nom de «xahzada [nom personal] Singh bahadur».
La forma shahajada, «fill de xa», extret del títol mogol shahzada, era el títol principesc habitual que portaven els nets i descendents masculins d'un sobirà nepalès de la línia masculina de la dinastia Shah fins a la seva abolició el 2008.
Per a l'hereu del tron reial d'un xa «a l'estil persa», es van utilitzar títols més específics, que contenien l'element clau Wali al-Ahd, normalment a més de xazada, on els seus germans menors gaudien d'aquest títol.

## Altres títols
- Xabanu (persa: شهبانو, šahbânū): terme persa que utilitza la paraula xa i el sufix persa -banu (‘dama’). En temps moderns, el títol oficial de l'emperadriu Farah Pahlaví.
- Xapur (persa: شاهپور, šâhpur) també es va derivar de xa emprant el sufix persa arcaic -pur (‘fill, descendent masculí’), per dirigir-se al príncep.
- Xadokht (àrab: شاهدخت, šâhdoxt) és també un altre terme derivat de xa que usa el sufix patronímic persa -dokht (‘filla, descendent femení’), per dirigir-se a la princesa de les cases imperials.
- Xazada (persa: شاهزاده, šâhzâde): terminació persa per a príncep (literalment ‘descendència del xa’); fet servir pels turcs otomans en la forma Şehzade.
- Malek ol-Moluk (persa: ملک الملوک, ‘rei dels reis’): títol emprat pels buwàyhides iranians, traducció a l'àrab de xahanxà i forma persa de l'amir al-umarà (‘príncep de prínceps’) abbàssida.

## Termes relacionats
- Sàtrapa, el terme en llengües occidentals per a un governador d'una província persa, és una distorsió de xšaθrapāvan, literalment «guardià del regne», que deriva de la paraula xšaθra, una paraula persa antiga que significa «regne, província» i relacionada etimològicament amb xa.
- Maq'ad-è-Šâh (persa: مقعد شاه, Maq'ad-è-Šâh), la frase de la qual es creu que deriva el nom de Mogadiscio, que significa ‘seu del xa’, un reflex de la influència persa primitiva de la ciutat somali.[21]
- El terme «escacs» provenen de la paraula persa xa, els seus sentits moderns s'han desenvolupat a partir del significat original de la peça del rei.[22][23]